# الطيبة (الفجيرة)
الطيبة هي قرية كبيرة في جبال الحجر في الفجيرة، الإمارات العربية المتحدة. تتميّز بمسارات المشي لمسافات طويلة ومتحف التراث ونزل القلعة، وهو بيت ضيافة على طراز التراث الإماراتي.

## التاريخ
تقعُ القرية على رأس وادي الطيبة، والتي كانت بمثابة الرابط الرئيسي بين الداخل ودبا على الساحل الشرقي قبل إنشاء الطريق المعدني بين مسافي ودبا الحصن من قبل كشافة ساحل عمان في عام 1960 باستخدام الديناميت. عُثر على عدد من نقوش صخرية تعود إلى ما قبل التاريخ في منطقة الوادي.
اندلع قتالٌ بين سكان قبيلة الشرقيون في الطيبة وأفراد قبيلة المزاريع من مجتمع اعسمة القريب في مايو 1959، مما أدّى إلى اضطرار حاكم الفُجيرة في ذلك الوقت، محمد بن حمد الشرقي إلى دفع تعويضات بقيمة 400 روبية لحاكم رأس الخيمة صقر بن محمد القاسمي لأنّه خالف الوعد المُبرم بينهما، وكذلك دفع تعويضات بقيمة 14000 روبية عن الأضرار التي سبّبها رجال عشيرته.
أدى الصّراع إلى مقتل رجل من اعسيمة، وذلك بعد التدخل المسلح لكشافة ساحل عمان. نفّذ رجالٌ من الطيبة في عام 1961 هجماتٍ على العمّال في مشروع إنشاء الطريق مسافي ودبا الحصن التابع لكشافة ساحل عُمان.
في أوجها عطائها الزراعي، في أوائل القرن العشرين، كانت مزارع الطيبة توفّر العمل الموسمي للرجال من المنطقة المحيطة.

## الطيبة الحديثة
تعدّ الطيبة اليوم وجهةً سياحية مشهورة وموقعًا للمشي لمسافات طويلة، حيث يوجد بها العديد من المسارات التي تنتشر في جميع أنحاء المنطقة. تتميّز المنطقة بغناها الزراعي وببساتين النخيل. كان في القرية حوالي 75 عائلة في عام 2009، وقام عدد من برامج الإسكان بتوسيع القرية بصفة كبيرة في السنوات الأخيرة وتطوير المساكن الحديثة للقرية بعيدًا عن مساكنها القديمة ومجتمعها الأساسي.

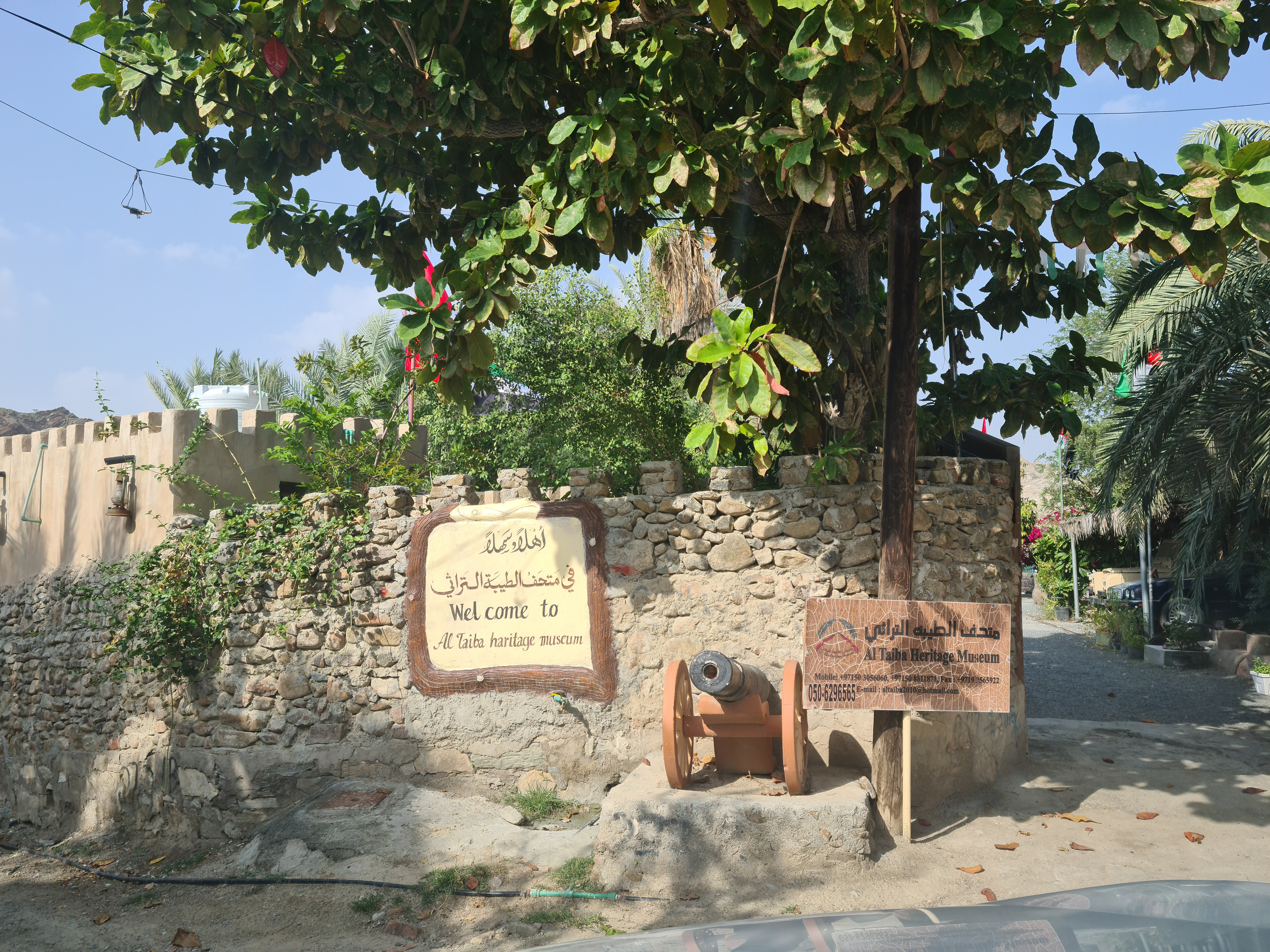
متحف الطيبة التّراثي.
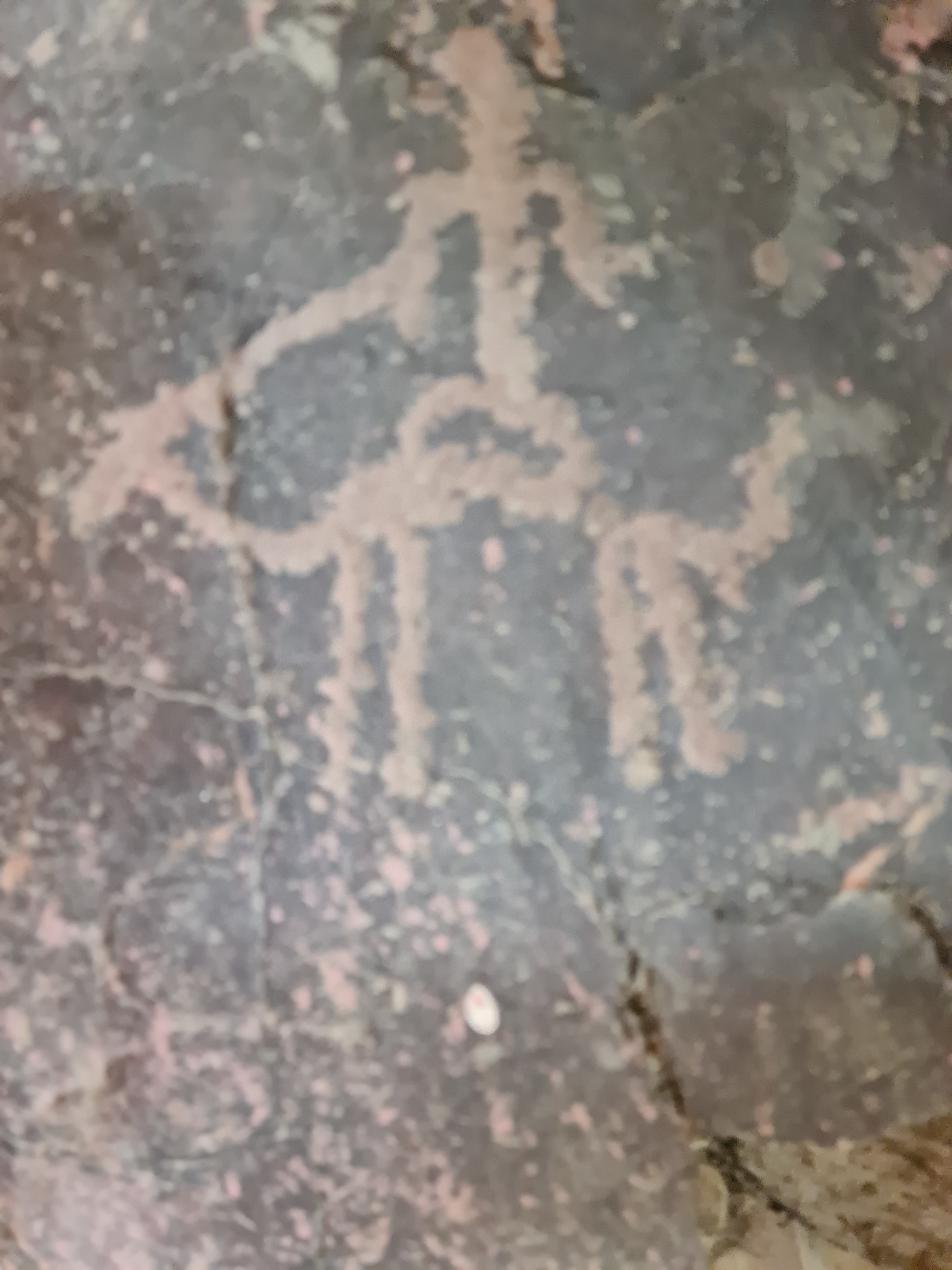
نُقوش صخرية وُجدت في وادي الطيبة معروضة في متحف الطيبة التراثي.
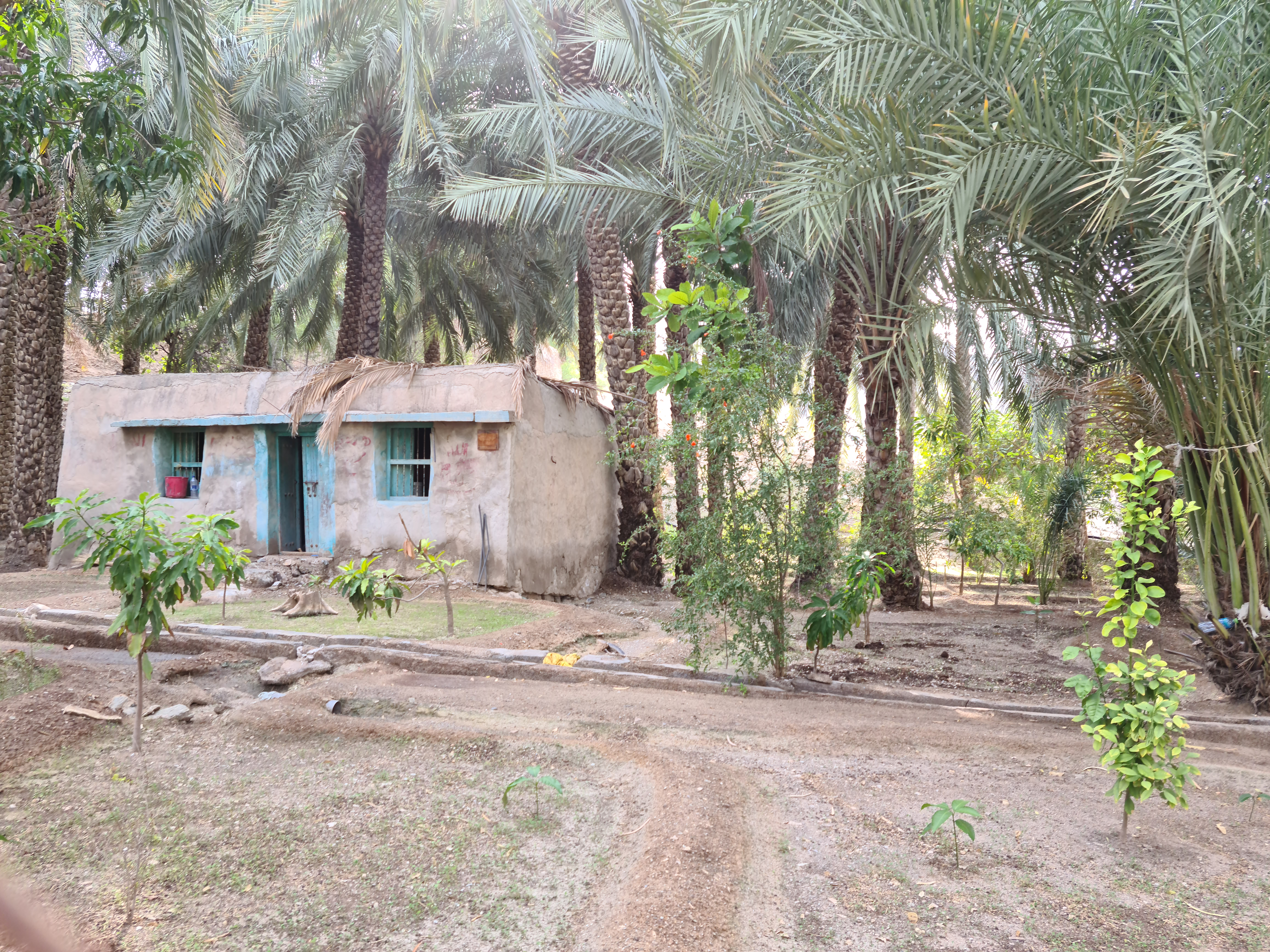
بُستان نخيل في الطيبة بالفجيرة. يَستخدم البستان نظام ممرات الأفلاج للزراعة المروية.